# فرودگاه فرانکونیا
فرودگاه فرانکونیا (به انگلیسی: Franconia Airport) یک فرودگاه همگانی است که یک باند فرود چمن دارد و طول باند آن ۷۰۳ متر است. این فرودگاه در کشور ایالات متحده آمریکا قرار دارد و در ارتفاع ۲۹۶ متری از سطح دریا واقع شده است.